# Alepas parasita
Alepas parasita is een rankpootkreeftensoort uit de familie van de Heteralepadidae. De wetenschappelijke naam van de soort is voor het eerst geldig gepubliceerd in 1829 door Rang.